# Вардарский регион
Ва́рдарский регио́н (макед. Вардарски Регион) — один из восьми статистических регионов Северной Македонии. Название происходит от долины реки Вардар в которой расположен регион. Центр региона — город Велес.
Вардарский регион включает семь общин расположенных в долине реки Вардар. Крупнейшими городами являются Велес, Кавадарци и Неготино. По результатам переписи 2002 года в общинах Вардарского региона проживают 133 248 жителей. Общая площадь общин региона — 3393 км².
| № | Община      | Административный центр | Площадь общины, км² | Население, чел. (2002) | Плотность, чел./км² |
| - | ----------- | ---------------------- | ------------------- | ---------------------- | ------------------- |
| 1 | Велес       | город Велес            | 518                 | 55 108                 | 106,39              |
| 2 | Градско     | село Градско           | 291                 | 3760                   | 12,92               |
| 3 | Демир-Капия | город Демир-Капия      | 312                 | 4545                   | 14,57               |
| 4 | Кавадарци   | город Кавадарци        | 998                 | 38 741                 | 38,82               |
| 5 | Неготино    | город Неготино         | 414                 | 19 212                 | 46,41               |
| 6 | Росоман     | село Росоман           | 133                 | 4141                   | 31,14               |
| 7 | Чашка       | село Чашка             | 727                 | 7673                   | 10,55               |
|   | Всего       |                        | 3393                | 133 180                | 39,25               |

Этнический состав населения региона согласно переписи 2002 года: